# Anne Kanis
Anne Kanis (* 1979 in Ost-Berlin als Anne Richter) ist eine deutsche Schauspielerin und Autorin.

## Leben
Anne Kanis wurde 1979 als Anne Richter in Ost-Berlin geboren. Sie ist die Tochter der Bühnenschauspielerin Elisabeth Richter-Kubbutat und des Pantomimen Günter Richter, der im bis 1991 bestehenden Pantomimenensemble des Deutschen Theaters Berlin tätig war. Anne Kanis wurde von ihrem künstlerischen Elternhaus stark geprägt. 1987 stand sie zusammen mit ihren Brüdern (den heutigen Jazzmusikern Laurids Richter und Philipp Richter) und dem Pantomimenensemble im Rahmen der 750-Jahr-Feier Berlins auf der Bühne. 1992 übernahm sie beim DS Kultur Hörfunk die kindliche Hauptrolle in dem Hörspiel Emma, nach dem gleichnamigen Kinderbuch von Ursula Fuchs.
Im Alter von 16 Jahren stand sie erstmals vor einer Kamera, in der Krimiserie Max Wolkenstein. Seit Mitte der 1990er Jahre arbeitete sie dann regelmäßig als Schauspielerin und Sprecherin für Film und Hörfunk. Bekanntheit erlangte sie vor allem durch ihre zahlreichen Fernsehrollen. Sie übernahm dabei wiederkehrende Serienrollen, Episodenrollen und auch Gastrollen. Kanis wurde im deutschen Fernsehen häufig in Kriminalserien und Kriminalfilmen eingesetzt.
2000 spielte sie die Hauptrolle der Emma Kirsch in dem TV-Drama Zerbrechliche Zeugin des niederländischen Regisseurs Ben Verbong, in dem sie ein leicht behindertes Mädchen aus Berlin darstellte.
Von 2000 bis 2001 war sie in einer wiederkehrenden Episodenrolle in mehreren Folgen der ZDF-Serie Unser Charly zu sehen. Sie spielte Lisbeth Kranz, die Freundin der Serienfigur Andrea (Farina Jansen). In der Bella-Block-Krimireihe des ZDF hatte sie 2004 einen Auftritt. Sie spielte Milena Saamann, eine Kellnerin in einem Hamburger Nobelhotel, die von ihrem Vorgesetzten, dem Hoteldirektor, vergewaltigt wird. 2006 spielte sie an der Seite von Ottfried Fischer die hochschwangere Tschechin Leni in der Fernsehserie Pfarrer Braun. In der ARD war sie im Januar 2010 in einer Folge der Fernsehserie Tierärztin Dr. Mertens als Lena Baltrusch zu sehen. Sie spielte eine unter den Gewalttätigkeiten ihres Mannes leidende Ehefrau und junge Mutter, die ihr Kind schließlich zur Adoption freigibt. 2012–2013 war sie in mehreren Folgen der Fernsehserie In aller Freundschaft als Rollstuhlfahrerin Linda Tillmann zu sehen.
Sie hatte außerdem Episodenrollen u. a. in den Fernsehserien SOKO Stuttgart (2011), SOKO Köln (2011), Der Staatsanwalt (2012) und Letzte Spur Berlin (2013), Josephine Klick – Allein unter Cops und Binny und der Geist (2016).
Seit Oktober 2016 war Kanis in der Fernsehserie Tierärztin Dr. Mertens erneut in ihrer Rolle als Lena Baltrusch zu sehen. Im Dezember 2016 war sie in der Fernsehserie In aller Freundschaft – Die jungen Ärzte in einer Episodenhauptrolle zu sehen; sie spielte Helene Böhm, eine junge Frau, die unter Schock steht und behauptet, einen Vampir gesehen zu haben.
Kanis spielte außerdem in zwei Kriminalfilmen aus der Fernsehreihe Tatort mit. Besonders überzeugend gelang ihr die Darstellung einer blinden Patientin im Tatort: Blinder Glaube (2008). Für die Hörfilmfassung dieses Tatorts wurde Anne Kanis 2009 mit dem Deutschen Hörfilmpreis ausgezeichnet.
Kanis wirkte auch in einigen Kinoproduktionen mit. 1999 spielte sie in Pola X von Leos Carax. 2008 war sie als junges Flüchtlingsmädchen in dem deutschen Kinofilm Anonyma – Eine Frau in Berlin von Max Färberböck an der Seite von Nina Hoss zu sehen. 2009 folgte der Historienfilm Die Unbedingten, wo sie als Luise eine junge Frau spielte, die sich aus Liebe zu dem Mann, den sie liebt, den Befehlen und Wünschen ihres Vaters widersetzt.
2011 war sie als erwachsene Nicole in dem Kinofilm Der Preis von Elke Hauck zu sehen. In der Romanverfilmung Adam und Evelyn von Andreas Goldstein und Jakobine Motz, nach dem gleichnamigen Roman von Ingo Schulze, spielte sie 2018 die weibliche, titelgebende Hauptrolle.
2015 erschien ihr erster Roman Nichts als ein Garten im Metrolit Verlag. Mit Auf Erden erschien 2024 ihr zweiter Roman als Buch bei GOYA und als Autorinnenlesung bei GOYALiT.
Anne Kanis lebt in Berlin.

## Filmografie
- 1996: Max Wolkenstein: Tod eines Penners (Fernsehserie, Folge 1x20)
- 1997: Alarm für Cobra 11 – Die Autobahnpolizei: Die verlorene Tochter (Fernsehserie, Folge 2x06)
- 1998: Die Straßen von Berlin: Endstation (Fernsehserie, Folge 2x06)
- 1998: Wolffs Revier: Im Namen des Vaters (Fernsehserie, Folge 6x11)
- 1998: Am liebsten Marlene (Fernsehserie, Folge 1x04)
- 1999: Für alle Fälle Stefanie: Herz Dame (Fernsehserie, Folge 4x21)
- 1999: Pola X
- 1999: Liebe ist stärker als der Tod (Fernsehfilm)
- 1999: Dr. Sommerfeld – Neues vom Bülowbogen: Von Menschen und Tieren (Fernsehserie, Folge 3x02)
- 2000: Balko: Killer-Rap (Fernsehserie, Folge 5x01)
- 2000: Himmel und Erde – Ein göttliches Team (Fernsehserie, Folge 1x02)
- 2000: Zerbrechliche Zeugin (Fernsehfilm)
- 2000–2001: Unser Charly (Fernsehserie, Serienrolle)
- 2001: Das Mädcheninternat – Deine Schreie wird niemand hören (Fernsehfilm)
- 2001: Sophie – Sissis kleine Schwester (Fernsehfilm)
- 2001: Victor der Schutzengel: Baby an Bord (Fernsehserie, Folge 1x06)
- 2002: SOKO Leipzig: Dickes Blut (Fernsehserie, Folge 2x03)
- 2002: Ein starkes Team: Träume und Lügen (Fernsehreihe)
- 2002: Tatort: Endspiel (Fernsehreihe)
- 2002: Rotlicht – Die Stunde des Jägers (Fernsehfilm)
- 2002: Die Braut wußte von nichts (Fernsehfilm)
- 2003: Im Labyrinth (Kurzfilm)
- 2003: Ein Fall für zwei: Erics Tod (Fernsehserie, Folge 23x04)
- 2003: In aller Freundschaft: Doktorspiele (Fernsehserie, Folge 6x07)
- 2003–2004: Großstadtrevier (Fernsehserie, zwei Folgen)
- 2004: Broti & Pacek – Irgendwas ist immer (Fernsehserie, Folge 2x14)
- 2004: Inspektor Rolle: Tod eines Models (Fernsehserie, Folge 2x02)
- 2004: Bella Block: Hinter den Spiegeln (Fernsehreihe)
- 2004: Alarm für Cobra 11 – Die Autobahnpolizei: Vertrauter Feind (Fernsehserie, Folge 9x17)
- 2005: Das geheime Leben meiner Freundin (Fernsehfilm)
- 2006: Die Verlorenen (Fernsehfilm)
- 2006: Pfarrer Braun: Drei Särge und ein Baby (Fernsehreihe)
- 2007: SOKO Kitzbühel: Eine Tote aus Berlin (Fernsehserie, Folge 6x16)
- 2007: Die Gipfelstürmerin (Fernsehfilm)
- 2007: Notruf Hafenkante: Mit List und Tücke (Fernsehserie, Folge 1x16)
- 2007: R. I. S. – Die Sprache der Toten: Königin der Nacht (Fernsehserie, Folge 1x07)
- 2008: KDD – Kriminaldauerdienst: Letzte Chance (Fernsehserie, Folge 2x05)
- 2008: In aller Freundschaft: Haus und Hof (Fernsehserie, Folge 11x09)
- 2008: Der Bulle von Tölz: Der Zauberer im Brunnen (Fernsehserie, Folge 14x04)
- 2008: Tatort: Blinder Glaube (Fernsehreihe)
- 2008: Anonyma – Eine Frau in Berlin
- 2009: Stubbe – Von Fall zu Fall: Im toten Winkel (Fernsehreihe)
- 2009: SOKO Wismar: Der Mann aus Calais (Fernsehserie, Folge 5x20)
- 2009: Ein starkes Team: La Paloma (Fernsehreihe)
- 2009: Die Unbedingten (Kurzfilm)
- 2010: Tierärztin Dr. Mertens: Polterabend (Fernsehserie, Folge 3x12)
- 2010: Das Duo: Mordbier (Fernsehreihe)
- 2011: SOKO Stuttgart: Zweiter Frühling (Fernsehserie, Folge 2x15)
- 2011: Der Preis
- 2011: Countdown – Die Jagd beginnt: Aussage gegen Aussage (Fernsehserie, Folge 2x06)
- 2011: Polizeiruf 110: Zwei Brüder (Fernsehreihe)
- 2011: SOKO Köln: Mord im Veedel (Fernsehserie, Folge 8x10)
- 2012: Der Staatsanwalt: Schlangengrube (Fernsehserie, Folge 7x05)
- 2012: Der Alte: Es ist niemals vorbei (Fernsehserie, Folge 39x02)
- 2012–2013: In aller Freundschaft (Fernsehserie, drei Folgen)
- 2013: Letzte Spur Berlin: Wunschbild (Fernsehserie, Folge 2x11)
- 2014: Schmidt – Chaos auf Rezept; One-Night-Stand (Fernsehserie, Folge 1x02)
- 2015: Eine wie diese (Fernsehfilm)
- 2015: Kommissar Marthaler – Ein allzu schönes Mädchen (Fernsehreihe)
- 2015: Josephine Klick – Allein unter Cops: Indianer (Fernsehserie, Folge 2x02)
- 2016: München Mord: Kein Mensch, kein Problem (Fernsehreihe)
- 2016: Binny und der Geist: Der Schatz in der Burg (Fernsehserie, Folge 2x07)
- 2016: Dr. Klein: Mut (Fernsehserie, Folge 3x10)
- 2016: Tierärztin Dr. Mertens (Fernsehserie, Serienrolle)
- 2016: Familie Dr. Kleist: Aus und vorbei (Fernsehserie, Folge 6x13)
- 2016: In aller Freundschaft – Die jungen Ärzte: Verständnis (Fernsehserie, Folge 2x33)
- 2017: SOKO Stuttgart: Tödliches Komplott (Fernsehserie, Folge 9x06)
- 2018: Um Himmels Willen: Schlimmer Verdacht (Fernsehserie, Folge 17x02)
- 2018: In aller Freundschaft: Zweifel (Fernsehserie, Folge 21x22)
- 2018: Adam und Evelyn
- 2018: Wilsberg: Die Nadel im Müllhaufen (Fernsehreihe)
- 2020: Notruf Hafenkante: Im Rausch (Fernsehserie, Folge 15x10)
- 2021: Charité (Fernsehserie, zwei Folgen)
- 2021: Alarm für Cobra 11 – Die Autobahnpolizei: Stiller Schmerz (Fernsehserie, Folge 26x07)
- 2021: Käthe und ich: Im Schatten des Vaters (Fernsehreihe)
- 2021: Der Dänemark-Krimi: Rauhnächte (Fernsehreihe)
- 2021: SOKO Wismar: Ausgebootet (Fernsehserie, Folge 19x11)
- 2021: SOKO Leipzig: Auf Sand gebaut (Fernsehserie, Folge 22x16)
- 2022: Der Staatsanwalt: Tod eines Maklers (Fernsehserie, Folge 17x05)
- 2022: Letzte Spur Berlin: Geschwisterliebe (Fernsehserie, Folge 11x10)
- 2022: McLenBurger – 100 % Heimat (Fernsehfilm)
- 2023: WaPo Elbe: Die geheimnisvolle Insel (Fernsehserie, Folge 1x04)
- 2023: In aller Freundschaft – Die jungen Ärzte: Feuerprobe (Fernsehserie, Folge 8x42)
- 2024: Mandat für Mai: Neue Chance (Fernsehreihe)
- 2024: SOKO Leipzig: Die Ansage (Fernsehserie, Folge 25x02)

## Hörspiele und Hörbücher
- 2008: Vaterland (WDR)
- 2008: Liebesschwindel (WDR)
- 2009: Kolibri (WDR)
- 2009: Jim Knopf und die wilde Dreizehn (WDR)
- 2009: Bitterer Ernst (WDR), Regie: Burkhard Ax
- 2012: Zurück zum Beton (WDR)
- 2012: Der Buddhist und ich (WDR)
- 2013: 34 Meter über dem Meer – Wohnungstausch mit romantischen Folgen, Buch: Annika Reich, Regie: Petra Feldhoff (WDR)
- 2014: Bodo Traber: Das Ding im Nebel (Kriminalhörspiel, WDR), Regie: Petra Feldhoff
- 2024: Anne Kanis: Auf Erden (GOYALiT)